# Kazimierz Kuratowski
Kazimierz Kuratowski (kaˈʑimjɛʂ kuɾaˈtɔfskʲi; Varšava, Nadvislinski kraj, Poljska, 2. veljače 1896. - Varšava, 18. lipnja 1980.), poljski matematičar i logičar. Jedan od vodećih predstavnika Varšavske škole matematike.

## Životopis
Rođen je u obitelji asimiliranih Židova. U Varšavi je završio srednju školu. Upisao je tečaj inženjerstva na Sveučilištu u Glasgowu u Škotskoj. Odluci o studiranju u inozemstvu pridonijelo je to što je poljski jezik u rodnoj Varšavi u Ruskom Carstvu bio zabranjen i moglo se studirati samo na ruskom, što Kuratowski nije htio. Završio je prvu godinu studija i tad je izbio Prvi svjetski rat. 1915. su se ruske snage povukle iz Varšave te je opet uvedeno studiranje na poljskom. Kuratowski je upisao novi studij u Varšavi na Varšavskom sveučilištu, ovog puta matematike. U novoj neovisnoj Poljskoj doktorirao je 1921. godine, pod mentorstvom Stefana Mazurkiewicza i Zygmunta Janiszewskog.
Matematici je pridonio poučkom Kuratowskog, Kuratowski-Zornova lema, Knaster-Kuratowski-Mazurkiewiczeva lema, aksiom izbora i ekvivalencije.
Poznati studenti kojima je bio mentor su Samuel Eilenberg, Andrzej Mostowski i Stanislaw Ulam. 
Poljsko matematičko društvo dodjeljuje nagradu koje se zove po Kuratowskom, Nagrada Kazimierz Kuratowski.